# Нарт Савски
Нарт Савски је насељено место у општини Ругвица, Загребачка жупанија, Хрватска.

## Историја
До територијалне реорганизације у Хрватској био је у саставу старе општине Дуго Село.

## Становништво
У попису становништва из 2011. године, Нарт Савски је имао 239 становника.
| Број становника према пописима | Број становника према пописима | Број становника према пописима | Број становника према пописима | Број становника према пописима | Број становника према пописима | Број становника према пописима | Број становника према пописима | Број становника према пописима | Број становника према пописима | Број становника према пописима | Број становника према пописима | Број становника према пописима | Број становника према пописима | Број становника према пописима | Број становника према пописима |
| ------------------------------ | ------------------------------ | ------------------------------ | ------------------------------ | ------------------------------ | ------------------------------ | ------------------------------ | ------------------------------ | ------------------------------ | ------------------------------ | ------------------------------ | ------------------------------ | ------------------------------ | ------------------------------ | ------------------------------ | ------------------------------ |
| 1857                           | 1869                           | 1880                           | 1890                           | 1900                           | 1910                           | 1921                           | 1931                           | 1948                           | 1953                           | 1961                           | 1971                           | 1981                           | 1991                           | 2001                           | 2011                           |
| 22                             | 26                             | 32                             | 36                             | 45                             | 36                             | 39                             | 40                             | 28                             | 27                             | 24                             | 23                             | 33                             | 85                             | 213                            | 239                            |

Напомена: До 1900. исказивано под именом Нарт.

### Попис1991.
У попису становништва из 1991. године, Нарт Савски је имало 85 становника, следећег националног састава:
| Попис 1991.‍ | Попис 1991.‍ | Попис 1991.‍ | Попис 1991.‍ | Попис 1991.‍ |
| ----------- | ----------- | ----------- | ----------- | ----------- |
|             |             |             |             |             |
| Хрвати      | Хрвати      |             | 64          | 75,29%      |
| Срби        | Срби        |             | 16          | 18,82%      |
| Југословени | Југословени |             | 3           | 3,52%       |
| Мађари      | Мађари      |             | 1           | 1,17%       |
| регион. опр | регион. опр |             | 1           | 1,17%       |
| укупно: 85  |             |             |             |             |